# Passiflora holtii
Passiflora holtii Killip – gatunek rośliny z rodziny męczennicowatych (Passifloraceae Juss. ex Kunth in Humb.). Występuje naturalnie w Brazylii (w stanie Amazonas). Według niektórych źródeł rośnie także w Kolumbii oraz Wenezueli.

## Morfologia
PokrójZdrewniałe, trwałe, owłosione liany.
LiściePodłużnie eliptyczne. Całobrzegie, z ostrym wierzchołkiem. Ogonek liściowy jest owłosiony i ma długość 3–10 mm. Przylistki są nietrwałe.
KwiatyPojedyncze. Działki kielicha są podłużne. Płatki są liniowo podłużne. Przykoronek ułożony jest w jednym rzędzie.

## Biologia i ekologia
Występuje w lasach nizinnych.